# 施瓦茨河 (薩拉赫河右支流)
47°40′47″N 12°49′48″E / 47.679590625541564°N 12.829885482788086°E

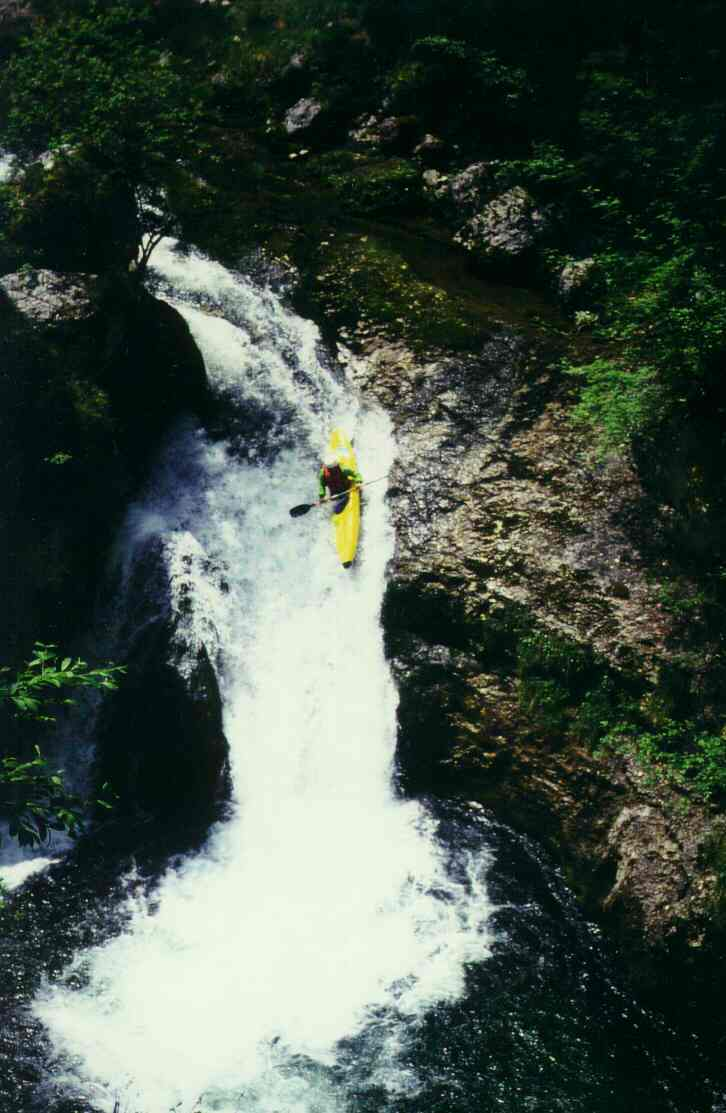

施瓦茨河（德語：Schwarzbach）是德國的河流，位於該國東南部，由巴伐利亞負責管轄，屬於薩拉赫河的右支流，河道全長6公里，流經貝希特斯加登蘭縣。